# Noura Mabilo
Noura Kadja Mabilo (Trieste, 22 agosto 1996) è una pallavolista italiana, centrale del CUS Torino.

## Carriera
Nata da padre italiano e madre africana del Ciad, Noura Mabilo inizia a giocare a pallavolo all'età di 12 anni quando entra a far parte del Centro Gioco Sport Coselli di Trieste; nel 2013 ottiene la convocazione per la nazionale Under-18 italiana. Nella stagione 2013-14 passa alla squadra federale del Club Italia, disputando il campionato di Serie B1, mentre in quello successivo, con lo stesso club, esordisce in Serie A2; in questo periodo fa parte della nazionale Under-19 e Under-20.
Nella stagione 2015-16 debutta in Serie A1, ingaggiata dall'AGIL Volley di Novara, mentre in quella 2016-17 è nuovamente in Serie A2 vestendo la maglia della Pallavolo Hermaea, categoria dove rimane anche nell'annata 2017-18 ingaggiata dal VolAlto Caserta e in quella 2018-19 con il CUS Torino.